# Радишани (Драмско)
Радишани или Радища (на гръцки: Μονοπάτι, Монопати, до 1927 година Ράδιστα, Радиста или Ρατίσανη, Ратисани) е обезлюдено село в Република Гърция, разположено на територията на дем Драма в област Източна Македония и Тракия.

## География
Селото е разположено в югоизточните Родопи, северно от Места и западно от Равика.

## История

### В Османската империя
Съгласно статистиката на Васил Кънчов към 1900 година Ратича е помашко селище с 20 къщи.

### В Гурция
Селото пострадва от Балканската война и в гръцкото преброяване от 1913 година не е регистрирано. В 1920 година има 49 жители. През 1923 година жителите на селото като мюсюлмани по силата на Лозанския договор са изселени в Турция и на тяхно място са заселени малко гърци бежанци. През 1927 година името на селото е сменено от Радишани (Ρατίσανη) на Монопати (Μονοπάτι). До 1928 година в Радишани са заселени 3 гръцки семейства с 12 души - бежанци от Турция. Скоро след това селото е окончателно обезлюдено.
| Година    | 1913 | 1920 | 1928 | 1940 | 1951 | 1961 | 1971 | 1981 | 1991 | 2001 | 2011 | 2021 |
| --------- | ---- | ---- | ---- | ---- | ---- | ---- | ---- | ---- | ---- | ---- | ---- | ---- |
| Население |      | 49   | 12   |      |      |      |      |      |      |      |      |      |